# Тридесетте тирани (Рим)
Тридесетте тирани (на латински: Tyranni Triginta) са наречени в История на императорите (Historia Augusta) 30-те (точно: 32) римски узурпатори (наричани: tyranni), които са се надигнали по време на управлението на император Галиен (260 – 268), Максимин Трак (173 – 238) и Клавдий II (268 – 270).
Това са: Кириад, Постум, Постум II Младши, Лолиан, Викторин, Викторин II Младши, Марий, Инген, Регалиан, Авреол, Макриан, Макриан Младши, Квиет, Оденат, Херод, Меоний, Балиста, Валент, Валент Старши (?), Пизон, Емилиан, Сатурнин, Тетрик Старши, Тетрик Младши, Требелиан, Херодиан (?), Вабалат (?), Целс, Зенобия, Виктория, Тит и Цензорин.